# Arthur Lyon (rugby)
Pour les articles homonymes, voir Lyon (homonymie).
Arthur Lyon (West Derby, 1851 - 1905) est l'un des premiers joueurs internationaux anglais de rugby. Il a joué comme full-back (arrière) au tout premier match international de l'histoire opposant l'Angleterre à l'Écosse le 27 mars 1871.

## Biographie
Arthur Lyon naît le 4 août 1851 à West Derby, dans la banlieue de Liverpool, alors dans le Lancashire.

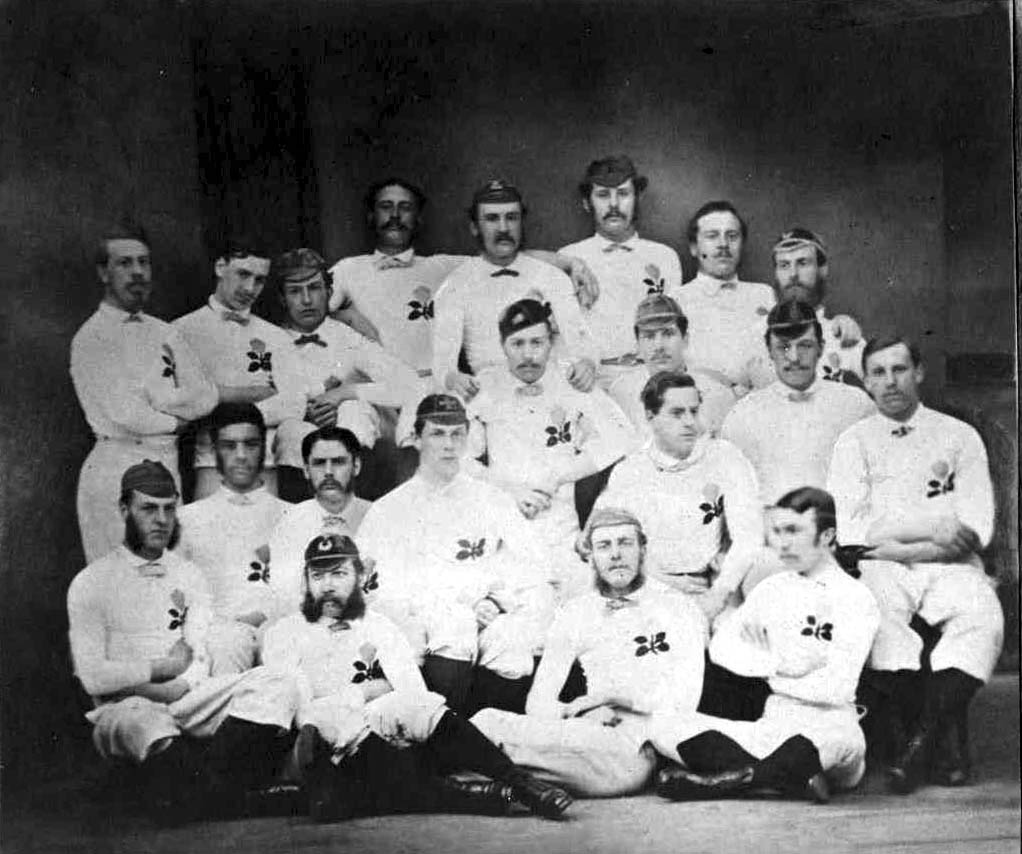
L'équipe d'Angleterre ayant disputé le premier match international de rugby de l'histoire, en 1871.

Il étudie à l'école de Rugby, à l'université d'Oxford, puis à Liverpool, où il évolue comme full-back (arrière) au sein du Liverpool Football Club, devenu le Liverpool St Helens Football Club,.
Il fait ainsi partie des onze anciens élèves de la Rugby School à intégrer la première équipe d'Angleterre à l'occasion du tout premier match international de rugby de l'histoire contre l'Écosse. Joué le 27 mars 1871 à Raeburn Place, Édimbourg, il voit l'Écosse l'emporter 1 à 0 (1 transformation à 0),. Ce match demeure le seul qu'il joue pour son équipe nationale, comme douze autres joueurs ayant participé à cette première rencontre historique.
Arthur Lyon meurt le 4 décembre 1905.